# Richard Daniel Alarcón Urrutia
Richard Daniel Alarcón Urrutia (Lima, 10 de abril de 1952) es un sacerdote católico peruano y Arzobispo del Cuzco.

## Biografía
Fue el segundo de los cuatro hijos de Juan de Dios Alarcón Fajardo y Andrea Urrutia Vega. Concurrió a la Escuela Fiscal de La Victoria en Lima e hizo la secundaria en la G.U.E. Melitón Carbajal de Lince. 
En 1969 ingresó a la Orden Franciscana. Realizó sus estudios filosóficos en el estudiantado Franciscano de La Recoleta en Cuzco y los teológicos en la Facultad de Teología Pontificia y Civil de Lima.
Se consagró en la Orden de los Frailes Menores el 15 de mayo de 1976, y fue ordenado sacerdote el 8 de diciembre de 1976 en Lima.
En su ministerio sacerdotal fue párroco de San Francisco y ecónomo del Convento de los Franciscanos en Cuzco en 197. En 1978 fue Maestro de postulantes en el Convento de San José Obrero en Arequipa, Guardián y Maestro de postulantes en el Convento de Santa Bárbara en Juliaca, Puno, desde 1979 a 1981,  y vicemaestro de Profesos temporales (Teólogos) de la Casa de Formación del Convento de San Francisco en Lima (1982).
El 20 de abril de 1993 obtuvo el indulto de salida de la Orden Franciscana, incardinándose en la diócesis de Tarma en la que se desarrolló como párroco de San Cristóbal en Palcamayo desde 1983 a 1989, Administrador Diocesano de Tarma desde 1990 a 1992, en la sede vacante anterior a la designación del prelado Luis Sebastiani Aguirre, S.M. como obispo de Tarma. Posterior a la culminación de la sede vacante, fue nombrado párroco de la Catedral de Santa Ana desde 1993 a 1996, vicario general de Tarma desde 1993 a 2001, párroco de San Miguel Arcángel de Ulcumayo desde 1996 a 2001 y responsable de la Comisión Diocesana para los laicos desde 1999 a 2001 en el pontificado del obispo Sebastiani Aguirre, S.M.
El 13 de junio de 2001 Juan Pablo II lo nombró obispo de Tarma y fue consagrado el 21 de julio de 2001 teniendo como consagrador principal al prelado Luis Abilio Sebastiani Aguirre, S.M., siendo Arzobispo de Ayacucho, y como coconsagrantes al arzobispo Rino Passigato y al Prelado de Chimbote, Luis Armando Bambarén Gastelumendi, S.J.
En mayo de 2009 realizó junto con el episcopado peruano la visita ad limina a Roma. Desde 2012 es el presidente de Cáritas del Perú; y en la 104a Asamblea Plenaria Extraordinaria de la Conferencia Episcopal Peruana fue miembro del Consejo Permanente hasta 2014.
Después de trece años de pontificado en la sede de Tarma, fue promovido el 28 de octubre de 2014 por el papa Francisco a Arzobispo Metropolitano de Cuzco, y tomó posesión de esa arquidiócesis el 4 de enero de 2015.